# Echeveria uxoria
Echeveria uxoria är en fetbladsväxtart som beskrevs av Jimeno-sevilla, Cházaro. Echeveria uxoria ingår i släktet Echeveria och familjen fetbladsväxter. Inga underarter finns listade i Catalogue of Life.